# Освобождение (киноэпопея)
«Освобожде́ние» — киноэпопея из пяти фильмов о Великой Отечественной войне режиссёра Юрия Озерова, снятая совместно несколькими странами в 1968—1972 годах по сценарию Юрия Бондарева и Оскара Курганова. Съёмки проходили в период с 1967 по 1971 год. В картине задействованы более пятидесяти исторических персонажей.

## Сюжет

### Фильм первый — «Огненная дуга», 1968 год
Картина рассказывает об одном из переломных сражений войны — Курской битве и танковом сражении под Прохоровкой в июле 1943 года.

### Фильм второй — «Прорыв», 1969 год
Идёт освобождение Орла и Белгорода, а также оставление немцами Харькова. Впереди форсирование Днепра. Реальный факт создания ложного плацдарма на правом берегу Днепра с тем, чтобы оттянуть на него крупные силы немцев. Плацдарм был полностью окружён, и большая часть его защитников погибла. Лишь немногим удалось прорвать окружение и выйти к основной переправе советских войск. В этот список авторы включили и своих героев — капитана-артиллериста Цветаева и майора Орлова. В это же самое время Бенито Муссолини был арестован в ходе заговора маршала Пьетро Бадольо. По приказу Адольфа Гитлера дуче освободила специальная группа Отто Скорцени. Немецко-фашистские войска вторглись в Италию. Фильм заканчивается Тегеранской конференцией.

### Фильм третий — «Направление главного удара», 1970 год
Фильм охватывает период от Тегеранской конференции до начала освобождения Польши в июле 1944 года.
15 декабря 1943 года агент немецкой разведки «Цицерон» похищает материалы Тегеранской конференции из британского посольства в Анкаре, в которых говорится о будущем открытии второго фронта в Нормандии. Гитлер не верит в правдивость этих документов и считает, что Черчилль не согласится на такой вариант второго фронта.
В фильме также показан момент, как 29 февраля 1944 года, наткнувшись на якобы прорывающихся из окружения немцев, получил смертельное ранение командующий войсками 1-го Украинского фронта Николай Ватутин (на самом деле ранение Ватутина произошло в результате столкновения его штабной группы с отрядом украинских националистов). Красная армия продолжает наступление на правобережной Украине и в Белоруссии.
Весной 1944 года Ставка Верховного Главнокомандования изучает возможные направления для главной наступательной операции года, планируемой на лето. Георгий Жуков выезжает в Белоруссию и изучает возможность наступления там. После дискуссий советское командование разрабатывает план наступательной операции «Багратион». В результате крупномасштабных боевых действий в рамках этой операции была разгромлена группа немецких армий «Центр» и освобождена территория Белоруссии, часть Прибалтики и Польши. В фильме воспроизведены отдельные части этой операции, такие, как Бобруйская и Минская операции.
6 июня союзники высадились в Нормандии, вследствие чего среди немецких генералов всё больше растёт недовольство Гитлером, и 20 июля они организовали покушение на Гитлера с целью захвата власти и заключения сепаратного мира с западными союзниками. Однако Гитлер остаётся жив, и лояльные Гитлеру войска подавляют мятеж и расстреливают руководителей заговора.
Красная армия вместе с 1-й Польской армией переходят Западный Буг и начинают освобождение Польши.

### Фильм четвёртый — «Битва за Берлин», 1971 год
Красная армия в начале 1945 года освобождает Польшу и выходит к границе Германии. Войска 1-го Белорусского фронта отражают контрудар нацистов в Померании. Сталин вызывает Жукова и Конева в Москву и ставит задачу, в кратчайшие сроки, опережая союзников, захватить столицу Германии. Главное сражение на подступах к Берлину — штурм Зееловских высот. Происходит Ялтинская конференция, в ходе которой главы государств победителей строят планы о послевоенном устройстве мира. По указанию Гитлера рейхсфюрер СС Генрих Гиммлер посылает начальника штаба СС обергруппенфюрера Карла Вольфа в Берн на переговоры с Алленом Даллесом. Танкисты лейтенанта Васильева прорываются на окраины Берлина и останавливаются на постой в одном из домов.

### Фильм пятый — «Последний штурм», 1971 год
Фильм рассказывает о взятии Берлина и непосредственном штурме Рейхстага. В конце фильма, спасая жителей осаждённого города при затоплении берлинского метро, погибает один из главных героев фильма — майор Цветаев.

## В ролях

### СССР
| Актёр                  | Роль |
| ---------------------- | --- |
| Николай Олялин         | капитан/майор-артиллерист Сергей Цветаев |
| Лариса Голубкина       | медсестра Зоя невеста Цветаева |
| Борис Зайденберг       | майор Орлов командир батальона |
| Сергей Никоненко       | Александр адъютант |
| Михаил Ульянов         | Георгий Жуков |
| Владлен Давыдов        | Константин Рокоссовский |
| Юрий Легков            | Иван Конев (фильмы 1, 2) |
| Василий Шукшин         | Иван Конев (фильмы 3, 4, 5) |
| Евгений Буренков       | Александр Василевский |
| Дмитрий Франько        | Павел Рыбалко командующий 3-й гвардейской танковой армией                                                                                          |
| Юрий Каморный          | лейтенант Васильев танкист |
| Михаил Ножкин          | лейтенант Ярцев |
| Валерий Носик          | сержант Дорожкин радист танка Васильева |
| Всеволод Санаев        | подполковник Лукин |
| Владимир Самойлов      | полковник Владимир Громов |
| Игорь Озеров           | лейтенант Леонтьев |
| Бухути Закариадзе      | Иосиф Сталин |
| Иван Переверзев        | Василий Чуйков |
| Владислав Стржельчик   | Алексей Антонов заместитель начальника Генерального штаба, начальник Генерального штаба РККА                                                       |
| Анатолий Ромашин       | Василий Шатилов генерал-майор, командир 150-й стрелковой дивизии                                                                                   |
| Николай Рыбников       | Михаил Панов генерал-майор, командир 1-го гвардейского танкового Донского корпуса                                                                  |
| Владимир Коренев       | Степан Неустроев капитан, командир 1-го стрелкового батальона 756-го стрелкового полка 150-й стрелковой дивизии                                    |
| Эдуард Изотов          | Алексей Берест лейтенант, заместителя командира по политической части 1-го стрелкового батальона 756-го стрелкового полка 150-й стрелковой дивизии |
| Сергей Харченко        | Николай Ватутин командующий войсками Воронежского, а впоследствии 1-го Украинского фронта                                                          |
| Николай Рушковский     | Кирилл Москаленко командующий 38-й армией |
| Константин Забелин     | Михаил Ефимович Катуков командующий 1-й гвардейской танковой армией (озвучивание — Константин Тыртов)                                              |
| Владимир Заманский     | Павел Батов командующий 65-й армией |
| Клён Протасов          | Сергей Штеменко начальник Оперативного управления Генштаба РККА                                                                                    |
| Александр Афанасьев    | Дмитрий Лелюшенко командующий 4-й гвардейской танковой армией                                                                                      |
| Алексей Глазырин       | Пантелеймон Пономаренко |
| Пётр Глебов            | Павел Ротмистров командующий 5-й гвардейской танковой армией                                                                                       |
| Григорий Михайлов      | Михаил Малинин |
| Пётр Щербаков          | генерал-майор Константин Телегин Член военного совета Воронежского, а впоследствии 1-го Украинского фронта                                         |
| Роман Ткачук           | Алексей Епишев Член военного совета 38-й армии |
| Сергей Ляхницкий       | Семён Богданов командующий 2-й гвардейской танковой армией                                                                                         |
| Лев Поляков            | Андрей Гречко заместитель командующего войсками 1-м Украинского фронта                                                                             |
| Александр Смирнов      | генерал Михаил Барсуков |
| Виктор Борцов          | генерал-лейтенант танковых войск Григорий Орёл начальник БТМВ 1-го Белорусского фронта                                                             |
| Вячеслав Воронин       | генерал Алексей Бурдейный Командир 2-го гвардейского танкового Тацинского корпуса                                                                  |
| Валерий Карен          | Иван Баграмян |
| Виктор Байков          | Вячеслав Молотов нарком иностранных дел СССР |
| Николай Боголюбов      | Климент Ворошилов |
| Виктор Авдюшко         | майор Геннадий Максимов |
| Владимир Герасимов     | лейтенант Кругликов |
| Михаил Глузский        | сержант Ряженцев |
| Николай Ерёменко       | Иосип Броз Тито |
| Пётр Любешкин          | подполковник Коркин |
| Иван Миколайчук        | Савчук |
| Роман Хомятов          | немецкий переводчик, расстрелявший майора Максимова                                                                                                |
| Алексей Алексеев       | Василий Кузнецов командующий 3-й Ударной армией |
| Вадим Грачёв           | полковник Анатолий Голубов |
| Юрий Мартынов          | адъютант Громова |
| Юрий Померанцев        | Андрей Власов командующий РОА и председатель КОНР                                                                                                  |
| Михаил Постников       | Василий Соколовский заместитель командующего войсками 1-м Белорусского фронта                                                                      |
| Алексей Преснецов      | Сергей Руденко командующий 16-й воздушной армией                                                                                                   |
| Олев Эскола            | Артур фон Кристман |
| Анатолий Кузнецов      | Георгий Захаров командир 303-й истребительной авиационной дивизии                                                                                  |
| Николай Лебедев        | Степан Красовский командующий 2-й воздушной армией                                                                                                 |
| Георгий Тусузов        | Виктор Эммануил III король Италии |
| Юлия Диоши             | Магда Геббельс |
| Юрий Дуров             | Уинстон Черчилль |
| Елизавета Алексеева    | Элеонора Рузвельт |
| Александр Барушной     | Алан Брук |
| Леонид Довлатов        | генерал-лейтенант Сергей Галаджев (в титрах указан как Л. Давлатов) начальник политического управления 1-го Белорусского фронта                    |
| Николай Симкин         | генерал-лейтенант Сидоренко |
| Виктор Шахов           | Горохов водитель танка |
| Иосиф Гогичайшвили     | Яков Джугашвили |
| Владимир Разумовский   | лейтенант Антон Зайцев лётчик полка «Нормандия — Неман»                                                                                            |
| Лев Прыгунов           | Жак, «Ромашка» лётчик полка «Нормандия — Неман» |
| Ирэн Азер              | Татьяна связистка |
| Александр Кузнецов     | «Гуля» повар |
| Георгий Бурков         | сержант |
| Юрий Назаров           | боец РОА, захваченный Сашкой |
| Юрий Дубровин          | вестовой, посланный к Леонтьеву |
| Евгений Шутов          | командир партизан (фильм 3) / боец из батальона Неустроева (фильм 5)                                                                               |
| Болот Бейшеналиев      | танкист, механик-водитель танка Васильева |
| Валентин Грачёв        | Леонтьев радист |
| Владимир Протасенко    | адъютант Ватутина |
| Ингрида Андриня        | немка, говорившая с лейтенантом Васильевым |
| Тыну Аав               | немецкий офицер в концлагере |
| Михаил Кокшенов        | артиллерист капитана Цветаева |
| Юрий Киреев            | санитар |
| Юрий Боголюбов         | переводчик Молотова в Тегеране |
| Герман Качин           | фотограф в батальоне Неустроева |
| Владимир Кашпур        | солдат с «мокроступами» |
| Леонид Куравлёв        | связист, посланный в бункер Гитлера |
| Николай Сморчков       | ординарец капитана Неустроева |
| Виктор Уральский       | солдат |
| Константин Тыртов      | генерал штаба Воронежского фронта |
| Ольга Прохорова        | немка в берлинском доме |
| Юрий Леонидов          | майор, командир пехотного батальона из армии Рыбалко                                                                                               |
| Бруно Оя               | немецкий офицер в концлагере, который кричит |
| Волдемар Акуратерс     | американский капитан Уильям Ф. Стюарт |
| Анатолий Соловьёв      | капитан 2 ранга Степан Максимович Лялько |
| Герман Апитин          | |
| Евгений Власов         | начальник штаба |
| Лев Лобов              | полковник Фёдор Зинченко |
| Сергей Малишевский     | адъютант Ватутина (фильм 3) |
| Вильям Рейшвиц         | |
| Георгий Рыбаков        | переводчик Чуйкова |
| Александр Титов        | |
| Георгий Харабадзе      | Мелитон Кантария |
| Геннадий Крашенинников | Михаил Егоров разведчик |
| Эрвин Кнаусмюллер      | немецкий генерал |
| Юрий Емельянов         | переводчик Сталина на конференции |

### ГДР
- Фриц Диц — Адольф Гитлер
- Эрих Тиде — Генрих Гиммлер
- Ханньо Хассе — Гюнтер фон Клюге
- Хорст Гизе[нем.] — пленный сапёр (фильм 1), Йозеф Геббельс (фильмы 3—5)
- Герд-Михаэль Хеннеберг — Генерал-фельдмаршал Вильгельм Кейтель
- Курт Ветцель — Герман Геринг
- Иоахим Папе — Мартин Борман
- Эрих Гербердинг — Эрнст Буш
- Ангелика Валлер — Ева Браун
- Ханс-Гартмут Крюгер — Ганс Кребс
- Вернер Виеланд — Людвиг Бек
- Отто Дирикс — Эрвин фон Вицлебен
- Петер Штурм — генерал-полковник Вальтер Модель
- Герберт Кёрбс — Гейнц Гудериан
- Альфред Штруве — Клаус фон Штауффенберг
- Зигфрид Вайс[англ.] — Эрих фон Манштейн
- Петер Маркс — Теодор Буссе, начальник штаба Манштейна
- Фред Мар — Зепп Дитрих
- Вернер Диссель — Альфред Йодль
- Рольф Риппергер — Адольф Хойзингер
- Фред Александер — Эльяс Базна, «Цицерон», немецкий агент
- И. Клозе — Карл Вольф
- Г. Шельске — Фридрих Фромм
- Вильфрид Ортманн — Фридрих Ольбрихт
- Ханс-Эдгар Штехер — Вернер фон Хафтен
- Пауль Берндт — Альбрехт Мерц фон Квирнхайм (фильм 3), Артур Аксман (фильм 5)
- Генрих Кён — Отто-Эрнст Ремер
- Эрнст-Георг Швилль — шарфюрер СС в бункере Гитлера
- Хорст Гилль — Отто Гюнше
- Отто Буссе — Хайнц Линге, Аллен Даллес
- Марта Бешорт-Диц — старушка в Берлине
- Ханс-Ульрих Лауффер — Густав Шмидт, генерал-лейтенант, командующий 19-й танковой дивизией
- Макс Бернхардт — Карл Фридрих Гёрделер
- Фриц-Эрнст Фехнер — полковник Хайнц Брандт
- Вилли Шраде — лейтенант Хойрих
- Ульрих Тешнер — лейтенант Бок
- Регина Байер — секретарь Геббельса
- Герт Хэнш — генерал Гельмут Вейдлинг
- Гюнтер Полензен — священник
- Герд Штейгер — Вилли, антифашист
- Ингольф Горгес — немецкий солдат в метро, знающий русский язык
- Георг-Михаэль Вагнер — Вальтер Вагнер, нотариус, сочетавший браком Гитлера и Еву Браун

### Польша
| Актёр                | Роль                                    |
| -------------------- | --------------------------------------- |
| Станислав Яськевич   | Франклин Делано Рузвельт                |
| Даниэль Ольбрыхский  | Хенрик Домбровский танкист              |
| Францишек Печка      | сержант Пелка                           |
| Ян Энглерт           | Ян Вольны танкист из армии Катукова     |
| Станислав Микульский |                                         |
| Барбара Брыльска     | Хелена                                  |
| Игнаций Маховский    | «Старик»                                |
| Венчислав Глинский   | «Кузнец»                                |
| Адам Пежик           | немецкий офицер, свистящий на ипподроме |
| Цезары Юльский       | немецкий офицер, задержавший Хенрика    |
| Мацей Новаковский    | Александр Завадский                     |
| Тадеуш Шмидт         | Зыгмунт Берлинг                         |

### Италия
- Иво Гаррани — Бенито Муссолини

### Румыния
- Флорин Пьерсик — Отто Скорцени

## Съёмочная группа
- Авторы сценария:
  - Юрий Бондарев
  - Юрий Озеров
  - Оскар Курганов
- Режиссёр-постановщик: Юрий Озеров
- Режиссёр: Юлий Кун
- Оператор: Игорь Слабневич
- Художник: Александр Мягков
- Композитор: Юрий Леви́тин
- Звукооператоры: Евгения Индлина, Евгений Кашкевич
- Текст за кадром: Артём Карапетян
- Исполнение песни: Михаил Ножкин
- Комбинированные съёмки:
  - Оператор: Эдгар Штырцкобер
  - Художник: Фёдор Красный
- Главный военный консультант: Сергей Штеменко
- Консультанты:
  - Григорий Орёл, генерал-полковник танковых войск
  - Иоб-Вильгельм Хеннинг Дитрих фон Вицлебен, полковник ННА (ГДР)
  - Збигнев Залуский, полковник (ПНР)
- Директор картины: Лидия Канарейкина

## История создания
Режиссёром киноэпопеи был назначен Юрий Озеров, готовясь, он отсмотрел американские фильмы «Самый длинный день» (1963) и «Битва в Арденнах» (1965), в которых ни разу не упомянута роль советских войск в победе над фашизмом. Разработку сценария поручили писателям: Оскару Курганову (он взялся за исторические сцены) и Юрию Бондареву, который должен был написать все «окопные» эпизоды с капитаном Цветаевым, майором Орловым, подполковником Лукиным и остальными героями. Здесь Ю. Бондарев использовал свои произведения, прежде всего повесть «Батальоны просят огня» (откуда и вышел Сашка — герой Сергея Никоненко).
Над режиссёрским сценарием оба писателя работали вместе с Озеровым. Курировали работу съёмочной группы непосредственно в ЦК КПСС. С самого начала Юрия Озерова предупредили, что картина должна сразу начинаться с Курской битвы, без рассмотрения первых двух лет Великой Отечественной войны.
Выбор Михаила Ульянова на роль Георгия Жукова получил одобрение самого Жукова, передавшего режиссёру только что законченную первую часть своих мемуаров. Под персонажем, названным «Генерал», на советском экране впервые в единственном эпизоде появился бывший генерал-лейтенант Андрей Власов, беседующий в лагере Заксенхаузен с сыном Сталина Яковом Джугашвили. Актёра Юрию Померанцеву, приглашённого на роль Власова, Озеров заранее предупредил: «Вы, Юрий Борисович, не очень расстраивайтесь, если не найдёте себя в картине. Я не уверен, что этот эпизод не вырежут. Мы с огромным трудом получили даже фотографии Власова из архива МВД».
Для съемок фильма привлекались Т-34-85 из Киевского и Харьковского танковых училищ и с баз хранения КВО. На Львовском танкоремонтном заводе из Т-44М были созданы макеты танков T-VI «Тигр», которые впоследствии снимались в большинстве советских батальных фильмов.
Съёмки первых трёх фильмов проводились в окрестностях города Переяслав-Хмельницкого под Киевом. Пятый фильм снимался непосредственно в Берлине, в котором в 1968 году начиналась реконструкция района на острове Фишеринзель. Все старые дома предполагалось снести, чтобы на их месте возвести современные здания. Именно в этом районе и проводили съёмки, во время которых можно было взрывать и ломать здания без всяких ограничений.
Съемки штурма зоопарка происходили в берлинском зоопарке Фридрихсфельде.
Реальный Рейхстаг находился к тому времени в Западном Берлине, при этом на нём был демонтирован купол. Поэтому штурм Рейхстага снимался в нескольких местах. В Восточном Берлине находился полуразрушенный Кафедральный собор, купол, фасад и парадная лестница которого напоминали рейхстаг. Бои внутри здания снимались в декорациях на «Мосфильме», а перестрелка наверху — в берлинском Доме техники.
Эпизод с затоплением берлинского метро, только отчасти основанный на реальных событиях, а в большей степени в навязанной советской пропагандой трактовке, снимался под Москвой, в одном из шлюзов Москвы-реки в декорации берлинской подземки с вывезенными в 1945 году из Берлина вагонами типа В.
Съёмки эпизодов с Муссолини проходили непосредственно в Риме.
В съёмках принимали участие более 3000 солдат.
Историк кино Ларс Карл оценил бюджет проекта в 40 миллионов долларов США.

## Выход на экран

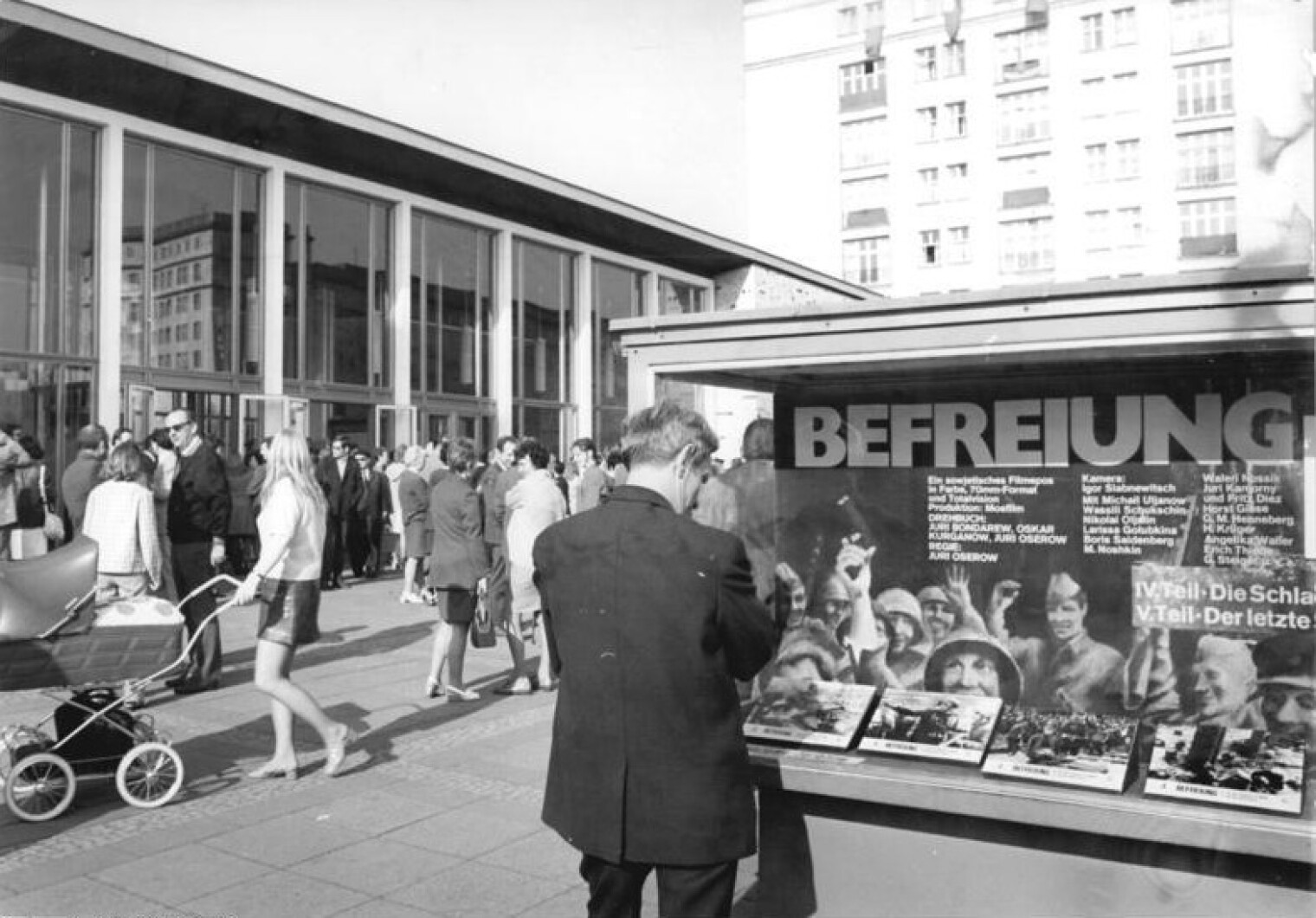
Премьера «Битва за Берлин» и «Последний штурм» (на нем.: Die Schlacht um Berlin, Der letzte Sturm) в Восточном Берлине, 8.5.1972.

К 1968 году был завершён первый фильм эпопеи — «Огненная дуга». Картина была продемонстрирована С. М. Штеменко. Вопреки ожиданиям Юрия Озерова, генерал воспринял картину в целом неплохо; сделал всего лишь два замечания: первое касалось эпизода, где лейтенант Васильев развлекается с девушкой в танке («это не разрешалось»), а второе — Штеменко не очень остался доволен «собой». Собственно, к самому актёру Клеону Протасову у него претензий не было, только к режиссёру. Штеменко обратил внимание Юрия Озерова, что в июле 1943 года у него была ещё одна звёздочка на погонах. Да и орденов явно не хватает. На что режиссёр ответил, что всё соответствует документам, предоставленным Военным архивом.
Затем картину увидели А. А. Гречко с А. А. Епишевым. Оба сидели недовольные и мрачные, и ничего не сказав, уехали. После этого картина легла на полку и пролежала там до лета 1969 года. В течение этого времени Юрий Озеров переделывал картину четыре раза.
К лету 1969 года режиссёр закончил также и второй фильм («Прорыв»). Обе ленты вышли в прокат одновременно и демонстрировались как две серии. В конце 1970 — начале 1971 года вышел третий фильм киноэпопеи — «Направление главного удара» (в двух частях). А в конце 1971 года — два заключительных фильма — «Битва за Берлин» и «Последний штурм».

### Реставрация
В 2002 году лента была полностью отреставрирована на киностудии «Мосфильм».
9 мая 2020 года, к 75-летию Победы, на официальном ютуб-канале «Мосфильма» прошла премьера второй отреставрированной версии фильма в формате 4K. Телевизионная премьера новой отреставрированной версии фильма состоялась на «Первом канале» 22 июня 2020 года.
К 23 февраля 2022 года «Мосфильм» подготовил к кинопрокату третью отреставрированную версию первого фильма киноэпопеи — «Огненная дуга».
5 мая 2022 года в кинопрокат вышла 4K версия заключительного фильма киноэпопеи «Освобождение: Последний штурм».

## Критика
Герой Советского Союза Владимир Бочковский, уничтоживший во время войны 36 бронеединиц противника, критично отзывался об эпизоде в фильме, когда два горящих танка, советский и немецкий, с разных сторон съезжают в реку, из них выскакивают танкисты и вступают в рукопашную схватку. По воспоминаниям сына Бочковского, отец несколько раз был свидетелем похожих эпизодов, но всё происходило совсем не так — танкисты, не глядя друг на друга, тушили свои машины и, не стреляя, разъезжались в противоположные стороны.

— Надо знать психологию танкиста, — говорил он. А для этого надо хоть раз гореть в танке, тогда всё поймешь, и не будешь снимать, писать и говорить глупости.— Жилин В. А. «Герои-танкисты 44-го…»

## Награды
- 1971 — Лучший фильм года по версии журнала «Советский экран».
- 1972 — Ленинская премия в области области литературы, искусства и архитектуры. Лауреаты:
  - Юрий Бондарев и Оскар Курганов, авторы сценария;
  - Юрий Озеров, автор сценария и режиссёр-постановщик;
  - Игорь Слабневич, оператор-постановщик;
  - Александр Мягков, художник-постановщик.
- 1972 — Фильмы «Битва за Берлин» и «Последний штурм» (4-й и 5-й фильмы киноэпопеи «Освобождение») награждены Главным призом и премией V Всесоюзного кинофестиваля в Тбилиси[17].
- В 1973 году киноэпопея была выбрана претендентом на премию «Оскар» за лучший фильм на иностранном языке от СССР, но номинирована не была[18].